# H&K G3
H&K G3は、ドイツの銃器メーカー、H&K社によって開発され、1964年-1996年までドイツ連邦軍に制式採用されていた自動小銃である。
G3とはドイツ語で「Gewehr 3」（ゲヴェーア・ドライ）、"3号小銃"の意。

## 概要
アサルトライフルに分類される自動火器で、標準モデルの使用弾は7.62x51mm NATO弾、装弾数は20発。性能や実績への評価は高く、傑作ライフルと評されるほか、世代の近いAK-47・M16・FALと合わせて、四大アサルトライフルと呼ばれることもある。主要製品である7.62x51mm NATO弾仕様は、全自動射撃時のコントロールが難しいため、FALと同じくバトルライフルとしても分類され得る。
なお、ドイツの他、ポルトガル、ギリシャ、デンマーク、ノルウェー、トルコや中東・アフリカ諸国など40ヶ国以上で採用されている。また、ミャンマーやイランではライセンス生産が行なわれ、とくにミャンマーでは「BAシリーズ」として国産化された。
H&K MP5は本銃を元に拳銃弾用に再設計した物となっている。

## 来歴

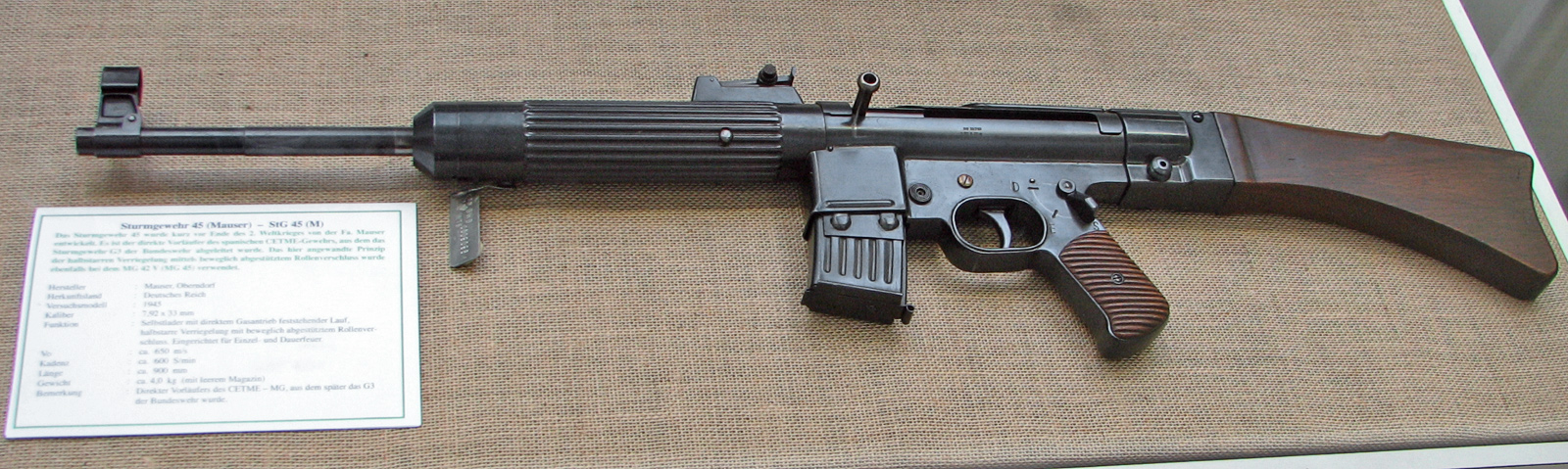
StG45

本銃の起源は、第二次世界大戦末期にモーゼル社が設計した「機材06」（Gerät 06）まで遡ることができる。これは中間弾薬（7.92x33mm弾）を使用し、MG42と同じローラーロック式ショートリコイル機構を採用した突撃銃であった。これを元にガスピストンを省いて反動利用式とした改良型である機材06(H)は、StG45(M)としてドイツ国防軍に採用されたものの、量産前に終戦を迎えた。
連合軍軍政期、モーゼル社はフランスに接収され、工場はフランス軍向けの銃器製作に使われた後に爆破、機械類はフランスに持ち去られた。同社でStG45(M)の開発に携わっていたルートヴィヒ・フォルグリムラーとテオドール・レフラーは、まずフランス東部のミュルーズ兵器研究所（CEAM）に移り、StG45(M)を元にした小銃を開発したものの、第一次インドシナ戦争の勃発とともにフランス軍が新型小銃の採用計画自体を撤回したことから、1950年にはスペインのCETME（セトメ）に転職して開発を継続した。
まずは特殊な軽量構造のCETME弾薬を使用する試案が設計され、1952年、このセトメ・モデル2がベースとして採択されて開発が継続されることになった。独自の短小弾というコンセプトは結局受け入れられず、後に西ドイツのH&K社との協力のもと、7.62x51mm NATO弾の減装弾を使用するセトメ・モデルA、続いて常装薬を使用するモデルBが開発された。1958年、スペインは、このNATO弾を使用するモデル58セトメ小銃を制式採用した。
一方、西ドイツも早くからセトメ小銃に着目していたものの、NATO弾に対応した設計変更に時間がかかっていたため、まず1956年、ベルギーのFN FALがG1として採用された。しかしベルギーは西ドイツ国内でのライセンス生産を拒否したことから、セトメ小銃の設計変更と国産化が急がれることになった。次にドイツ連邦軍は、スイスのSIG SG510を仮名称G2としてセトメ モデルAなどと並行して試験を行った。50丁の7.62x51mm仕様モデルを輸入し、50丁のうち、40丁がスイス軍仕様と同じゴム引き銃床およびハンドガードを備え、残る10丁は木製だった。しかし、当時既にNATO内でも軽量な銃器への支持が集まっており、突撃銃としては重量のあるSG510の採用は見送られることとなった。セトメ・モデルBを元にH&K社がMD3を開発し、1959年1月、ドイツ連邦軍はこれをG3として制式化した。G3はH&K社とラインメタル社で製造された。

## 特徴
作動メカニズムには、ローラーロッキングによるディレードブローバック方式を採用している。
操作上の難点として、弾倉交換の手間の多さがある。G41、MP5/10、MP5/40を除いてホールドオープン機構は持たない。そのため、これら以外のモデルではまず左手でボルトハンドルを引いてレール後端上部の溝に引っ掛けて遊底を後退位置で保持させ、弾倉を交換し、ボルトハンドルを溝から叩き落として遊底を前進させるという手順を踏まなくてはならない。この手間を省くために、遊底を後退させないままで弾倉交換すること（薬室内に弾を残している場合にはタクティカルリロードと呼ばれる）は、前進している遊底やその付近に負担が掛かり損傷する恐れがあるため勧められていない。そのため、G3系列を撃つときには、弾切れ時に素早くボルトハンドルを引けるよう、ボルトハンドルに左手親指を乗せて構えるという射撃姿勢が取られる。ボルトハンドルを叩き落とす部分に関しては、通称「HKスラップ」と呼ばれている。ボルトハンドルを持って戻すことも可能なのだが、ボルトが戻りきらない可能性があるために、ボルト前進時にはチャージングハンドルに手を触れないことというのが同様の機構を持つMP5のマニュアルに記述されている。
またボルトハンドルを起こして引き始めるのに必要な力が大きく、操作性に難があるとされることがある。ボルトハンドルを引く際にはボルトキャリアが直接引かれるためにローラーの遅延機構は射撃時のようには働かないものの、他にロッキングレバーと呼ばれる、強いバネ作用をもった部品がボルトヘッドとボルトキャリアを繋いでいる。この繋がりを引き離すには大きな力がいるが、その操作が小さなボルトハンドルを引き起こすことであるために、困難なものとなっている。
アッパーレシーバーに特殊なブッシングを溶接し、それによって銃身を固定しているという構造上、銃身交換には専用の設備を要する。機関銃タイプであるHK21とHK23はMG42に近い銃身交換機構を持つ。遅延式ブローバックの作動中に薬莢が薬室の内面に張り付いて固着することを防ぐために、薬室には後半の約三分の一を除いて、銃身の軸線に平行な溝が多数刻まれている。発射の際に、高温・高圧の火薬燃焼ガスは薬莢を内側から加圧して膨張させようとするが、薬莢先端から薬室の溝に導かれた燃焼ガスの一部が薬莢の外周にも作用して、薬莢の内外で圧力が拮抗する。結果として薬莢の膨張（薬室との密着）は溝が無い薬室後半部分だけで起きることになる。しかし射撃を繰り返すと大量のカーボンが薬室の溝部に付着してしまうため、念入りに清掃する必要がある。このカーボンは弾倉にも付着する。排出された空薬莢も、前半部分に多数の溝が刻まれたようになる。
G3は銃剣を銃身の下側ではなく上側に装着する方式をとっており、自動小銃としては珍しい方式である。銃剣は鍔と一体となっている装着リングを銃身先端の消炎器(フラッシュハイダー)部に通し、柄後端の突起を照星の下、コッキングチューブ先端部に差し込むことによって固定される。このようにコッキングチューブ先端とボルトハンドルの間にはある程度の空間があり、後にはこの部分に挿入式に装着できるレーザーポインターもオプションとして開発されている。

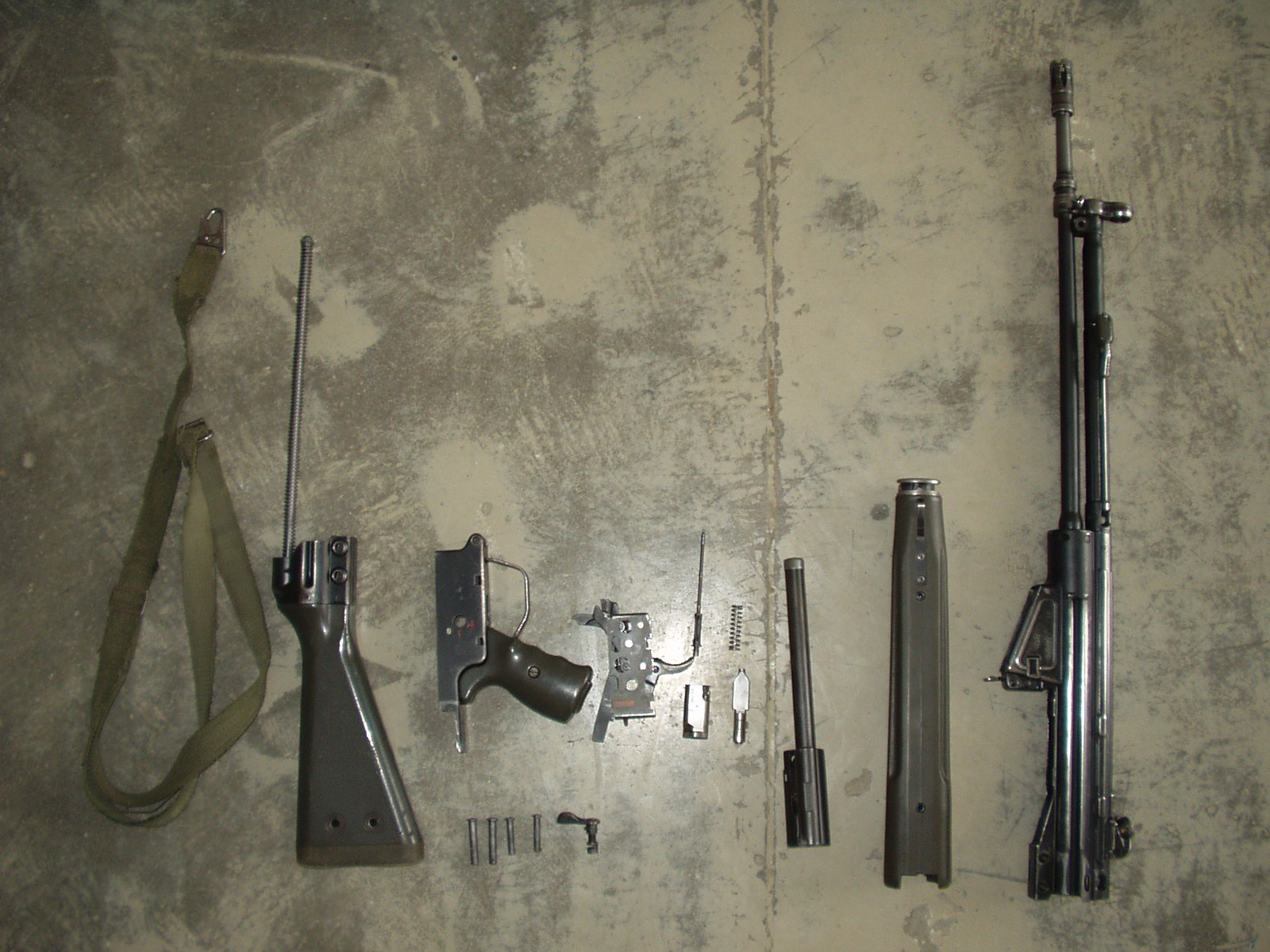
G3A3 構成部品
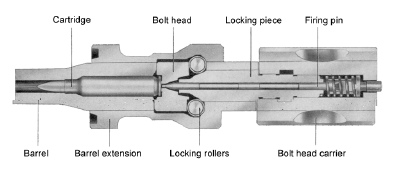
G3 機関部の断面図
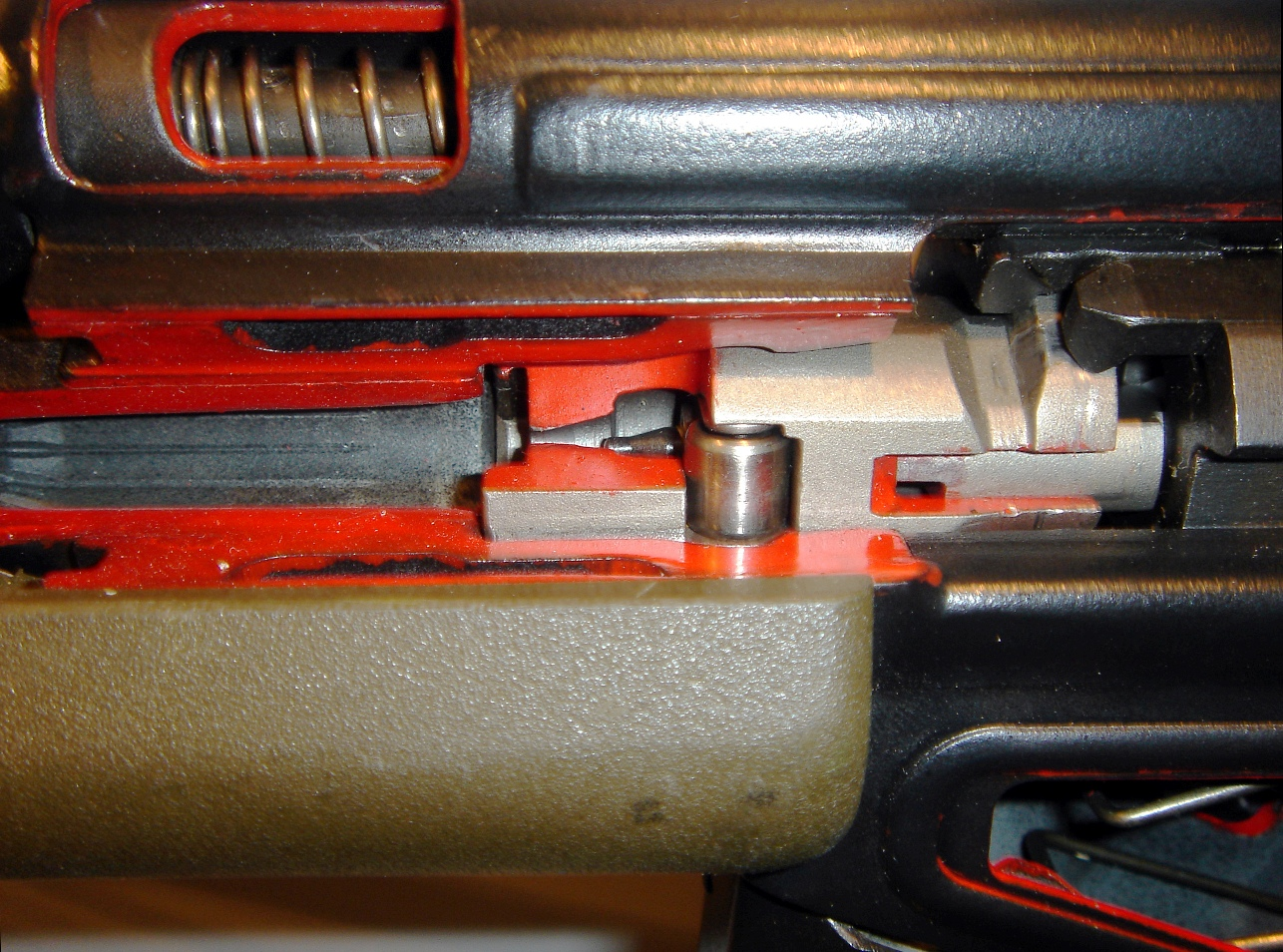
G3 機関部カットモデル 中央に見える銀色の円筒がロッキングローラー、右上にロッキングレバーが確認できる 薬室の内面には細い溝が刻まれている
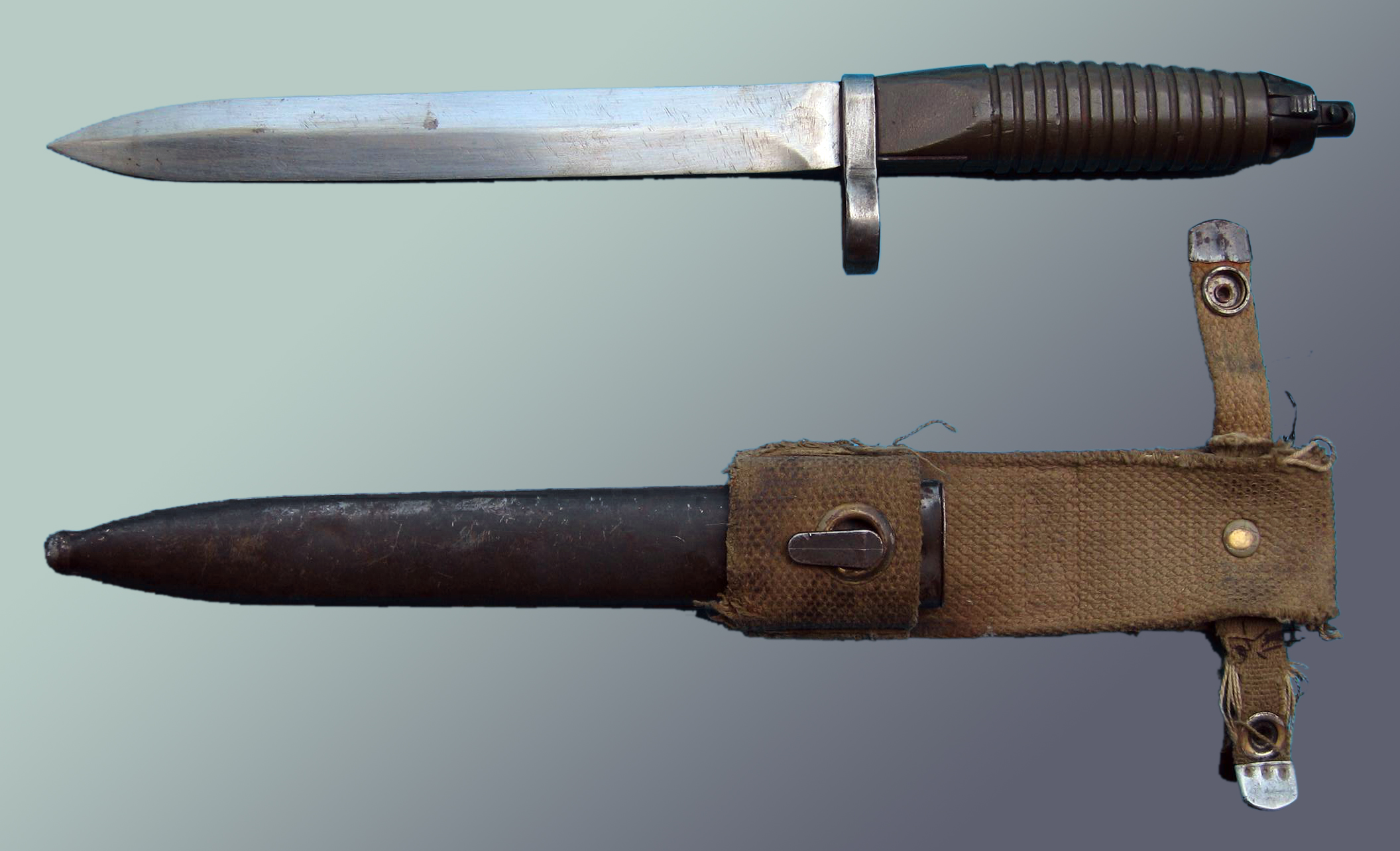
G3用銃剣

## 後継小銃での作動方式転換
ドイツ連邦軍では、G3の後継として同じメーカーのG36が採用されているが、こちらの作動機構はAK-47などと同じ標準的なガス圧作動式となっており、ブローバックではなくなった。これは、小銃弾の強力なガス圧を閉鎖機構なしで抑え込むためにローラー遅延式という複雑かつ繊細な構造を用いた結果、ガスピストン式に比べて重量が嵩み、また高価で高品質な材料を必要とするようになったことが挙げられる。

## 各型及び派生型
G3で採用したローラーロッキング機構は、用途、口径によって多くのバリエーションを持つ。これらは、3つのウェポンシステムグループに分けられる。
- グループ1 7.62x51mm NATO弾および、9x19mmパラベラム弾仕様
- グループ2 5.56x45mm NATO弾仕様
- グループ3 7.62x39mm弾仕様

また、G3の機関部の設計をほぼそのまま流用して9x19mmパラベラム仕様として開発された短機関銃として「MP5」シリーズがある。G3譲りの高い命中精度により、短機関銃というカテゴリーの新たな可能性を切り開き、多くの軍隊や法執行機関で使用されている。

### 7.62×51mm NATO

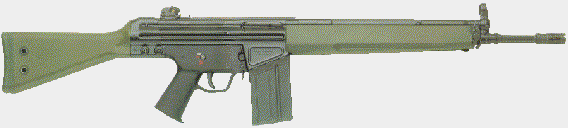
G3A3

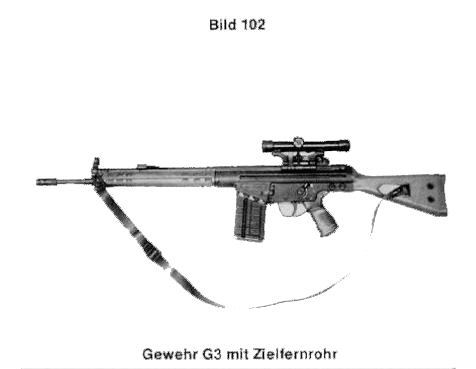
G3A3ZF

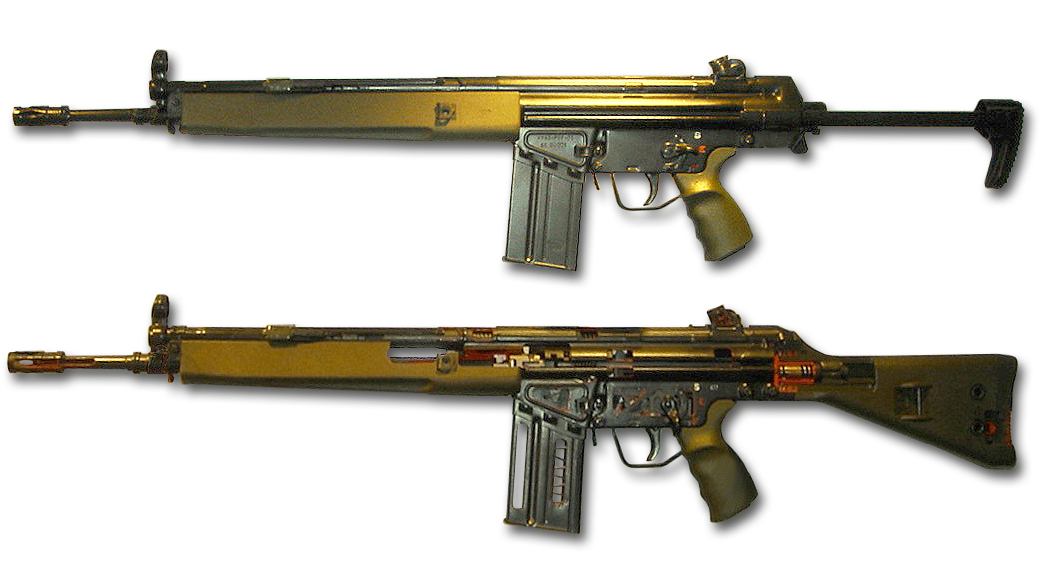
H&K G3A4（上段、伸縮銃床型）およびG3A3のカッティングモデル（下段、固定銃床型）

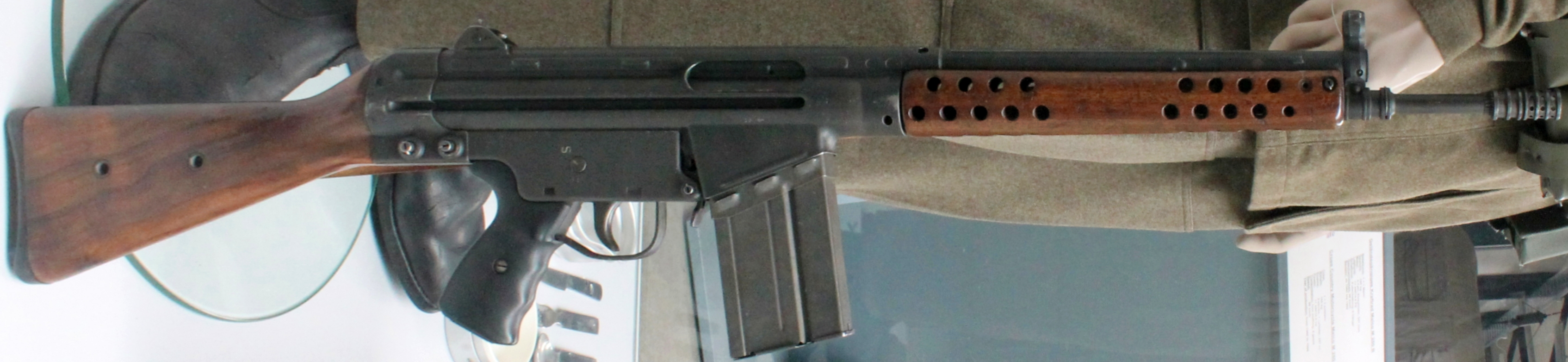
G3
セトメモデロBに基づくオリジナルモデル。
G3A1
MP40やAKMSに類似した回転式フォールデングストックモデル。
G3A2
ドラム式リアサイトモデル。
G3A3
固定式ストックとハンドガードをプラスチック化し、銃身をフリーフロート（片持ち式）化したモデル。
G3A3A1
G3A3の両手利きトリガーグループモデル。
G3A3ZF
G3A3にスコープを搭載したもの。
G3A4
G3A3の伸縮型ストックモデル。
G3A4A1
G3A4の両手利きトリガーグループモデル。
G3KA4
G3A4のカービンモデル。
G3KA4A1
G3KA4の両手利きトリガーグループモデル。
G3A5
G3A3のデンマーク向けモデル。デンマーク軍での制式名称は「Gv m/75」。
G3A6
G3A3のイラン向けモデル。
G3A7
G3A3のトルコ向けモデル。
G3A7A1
G3A4のトルコ向けモデル。
G3P4
パキスタンのパキスタン・オーディナンス・ファクトリー（英：Pakistan Ordnance Factories, POF）製の二脚を付けたG3A4。
G3-TGS
HK79グレネードランチャー搭載モデル。
Ak 4
G3A3のスウェーデン生産モデル。スウェーデン軍の要求を取り入れ、細部に改良が施されている。
BA-63
G3A3のミャンマーでのライセンス生産モデル。銃床やハンドガードが木製に変更されている。
BA-100
G3A3ZFのミャンマーでのライセンス生産モデル。
G3SG/1
検品の際に精度の高いものを選別した上で命中精度を向上させる改良を施し、二脚を付けた狙撃仕様モデル。ただし、厳密な意味では狙撃銃に分類されない。
G8
HK11軽機関銃をドイツ国内向けにしたもの。
G3 BP
アメリカのアーマメント・リサーチ社が作ったブルパップライフル。

#### 再設計モデル
H&K PSG1
G3をベースに再設計された狙撃銃。
MSG3
G3をベースに再設計された狙撃銃。1987年にドイツ陸軍向けに納入されたMSG90であり、性能や重量などはアメリカ軍向けのA1に相当。G3タイプの狙撃銃のなかで一番G3に近い、MSG90タイプのストックを装備する。
H&K MSG90
PSG1を軽量化、低コスト化したモデル。フロントサイトがあるA1もある。
PSR-90
パキスタン・オーディナンス・ファクトリー社製が独自に開発したフロントサイトなしのG3SG/1にPSG1のストックを組み合わせたもの。
ブルパックG3
イランの防衛産業機構（DIO）がG3をブルパップ化したもの。
HSG-1
ルクセンブルクのLUXDEFTECがPSG1にオリジナルパーツをつけたもの。
MSG-90 SDN
メキシコのSEDENA社がMSG90の銃床の顔当てとハンドガードを木製にしたもの。
PTR91
アメリカのPTR-91 Inc.社が製造するG3。ハンドガードはPTR-91 Inc.社のオリジナルパーツ。
MSG 91
アメリカのPTR-91 Inc.社が製造するG3タイプの狙撃銃。光学機器搭載のレールがあるためかリアサイトが小さく、ハンドガードはオリジナルで、マグプル社のPRS2 ストックを装備している。
BA-72
BA-63を短銃身化したもの。ハンドガードを縮小したため、G3Kとは異なる。

#### HKシリーズ
HK11
マガジン装填式軽機関銃。
HK21
ベルト給弾式汎用機関銃。
HK41
民間向けG3。
HK91
民間向けG3。フルオート機構を追加できないようにしたHK41の改良型。
SR9
サムホールストックを装備したHK91。
SR9(T)
SR9にPSG1タイプのトリガーとピストルグリップ、MSG90タイプのストックを装備したモデル。
SR9(TC)
SR9にPSG1タイプのトリガーとピストルグリップ、ストックを装備したモデル。映画『山猫は眠らない』で使用されたモデルに最も似ているが、これがベースかは不明。
XR41
イギリスのセイブルディフェンス社がライセンス生産したHK41。

#### 社外カスタムガン
HK51
HK91をサブマシンガンサイズに切り詰めたモデル。アメリカのガンスミスの作品で、規制に合わせ銃身が突き出ている。
MC51
G3をサブマシンガンサイズに切り詰めたモデル。イギリスのFRオーディナンス製カスタムガン。
MC51 SD
MC51に内装式サプレッサーを装備したモデル。イギリスのFRオーディナンス製カスタムガン。

### 7.62×39mm
HK32
HK32KA3
カービンモデル。
PK7
パキスタン・オーディナンス・ファクトリー社製のG3A3ベースのオリジナルカービン。
SW-32
アメリカのスペシャルウェポン社が製造するモデル。
PTR32
アメリカのPTR-91 Inc.社が製造するHK32。ハンドガードはPTR-91 Inc.社のオリジナルパーツ。

### 5.56×45mm

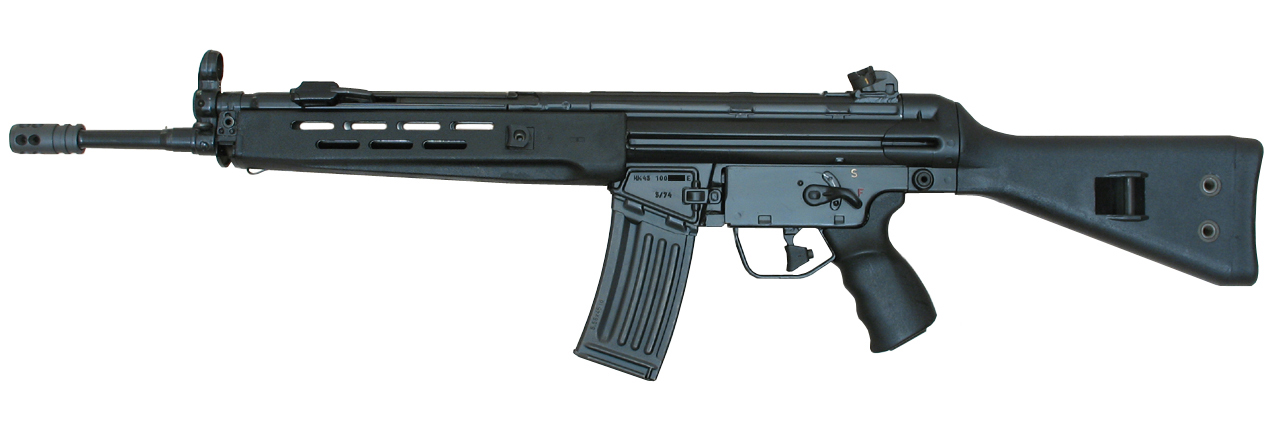
HK33の民間向けモデル、HK43

1960年代、G3のスケールダウンモデルとして5.56x45mm NATO弾を使用するH&K HK33が設計された。G3と同様、HK33にも様々な派生型が存在する。

### MP5シリーズ
MP5は、G3をベースとして開発されたサブマシンガンである。

### ルサ
ポルトガルのINDEP社が開発したINDEP ルサは、MP5を切り詰めたようなサブマシンガンである。

## 運用国
ギリシャ
G3をライセンス生産して使用していたが、G36に変更した。
 デンマーク
G3A5（デンマーク軍制式Gv m/75）を主力ライフルとして使用していたが、コルトカナダのC7に変更した。
 ドイツ
現在は選抜射手が長距離射撃ライフルとして使用するが、G28の登場で徐々に数を減らしている。
 ウクライナ
2022年ロシアのウクライナ侵攻に伴いドイツから供与。
 タイ
G3は現在使用していない。HK33は現在も使用中。HK33を独自にブルパップ方式に換えた11式も使用している。
 トルコ
G3A7を購入、のちに自国のMKE社がライセンス生産したものを使用、2010年からライセンス生産したH&K HK416に変更する予定だったが、ライセンス権の問題で生産できず、現在もG3およびHK33を主力として使用している。
 イギリス
L100A1（G3KA4）としてSASが使用。
 ポルトガル
 マカオ
ポルトガル植民地だった関係で警察に配備。現在も儀仗用として使われている。
 ノルウェー
AG-3を使用していたが、HK416に置き換えが進んでいる。
 ラトビア
ラトビア国家警備隊がAk 4を使用している。
 リトアニア
リトアニア陸軍がAk 4とドイツ製G3を使用している。
 スウェーデン
Ak 4としてライセンス生産し使用していたが、Ak 5（FN FNC）に変更した。余剰となったAk 4は郷土防衛隊へ配備された。郷土防衛隊は現在もAk 4B、Ak 4Cへと改修しながらAk 4を使用し続けている。スウェーデン陸軍は暫定的なマークスマンライフル（DMR）として更新型のAk 4Dの再配備を予定している。
 ミャンマー
BAシリーズとしてライセンス生産し使用していたが、EMERK-3（IMI ガリル）に置き換えが進んでいる。中古のBAは後方部隊や国家警察の装備に回されている。また、ミャンマー国軍と対立する反政府ゲリラや麻薬組織も鹵獲した物を少数使用。
 イラン
G3A6を購入、のちにライセンス生産し使用。
 パキスタン
自国のPOF社がライセンス生産しパキスタン軍で使用。当初は木製ストックのG3A2を運用していたが、1986年からはプラスチック製ストックのG3A3およびA4が製造されている。
 バングラデシュ
東パキスタン時代の独立勢力であるムクティ・バヒニがパキスタン本国との戦争でG3P3を使用。
 インド
バングラデシュ独立戦争への介入時に、インド軍とムクティ・バヒニの合同軍であるミトロ・バヒニがG3P3を使用。
 ブータン
インド経由で入手し王国軍に配備。
 サウジアラビア
 フランス
GIGNが使用していた。

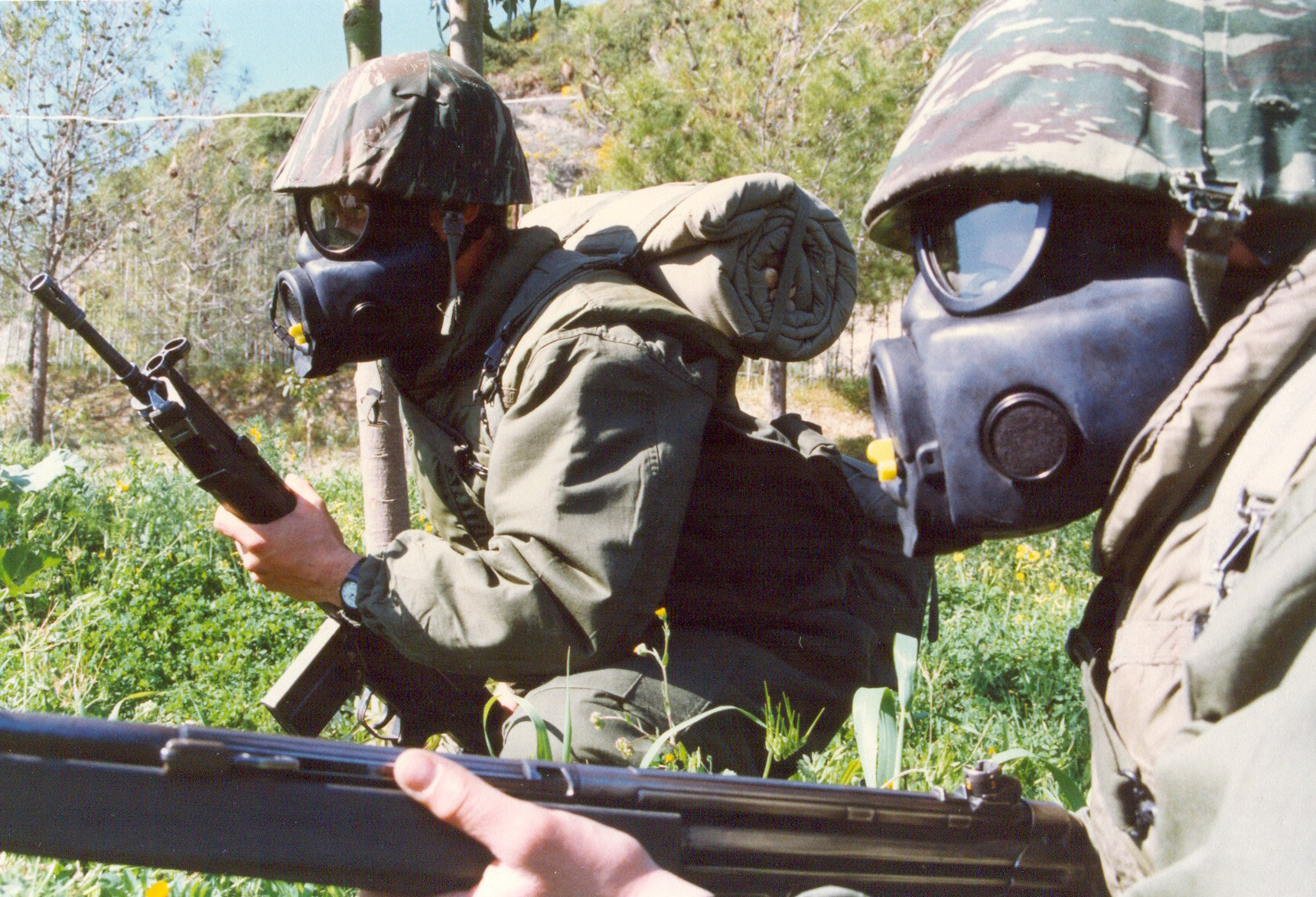
G3を装備したギリシャ軍兵士。
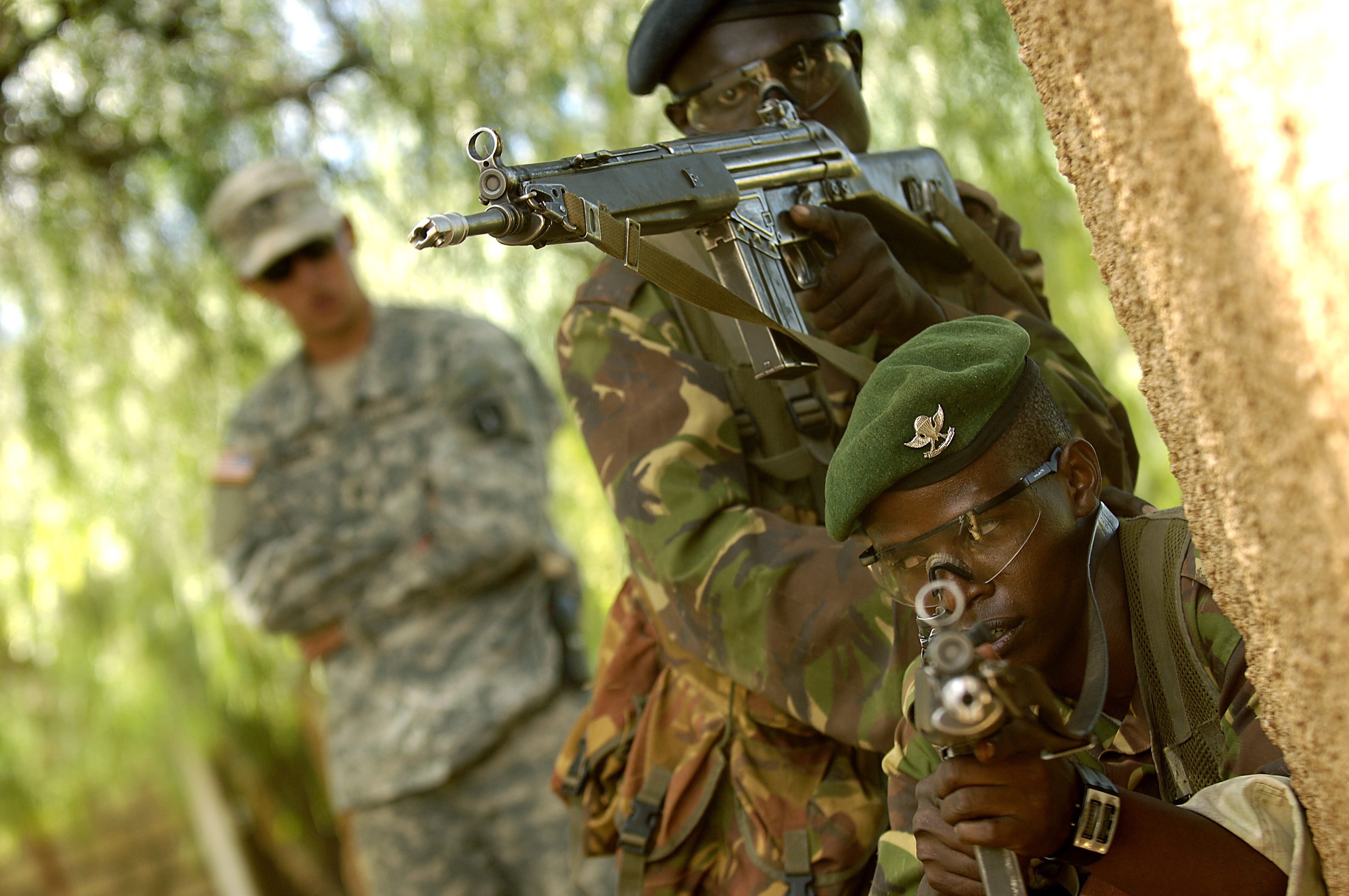
G3を構えるケニア軍兵士。
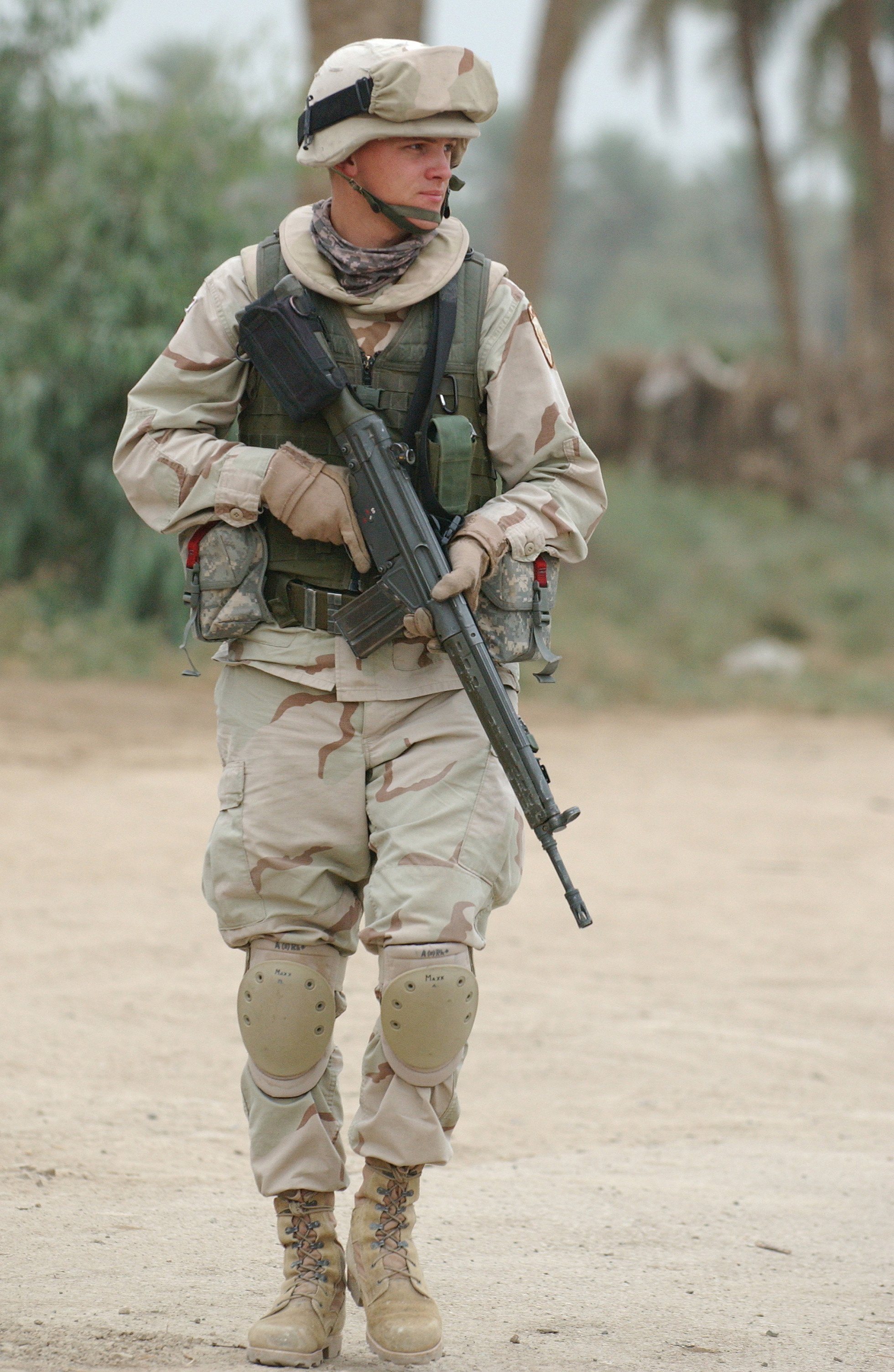
Ak4を装備したラトビア国軍兵士。
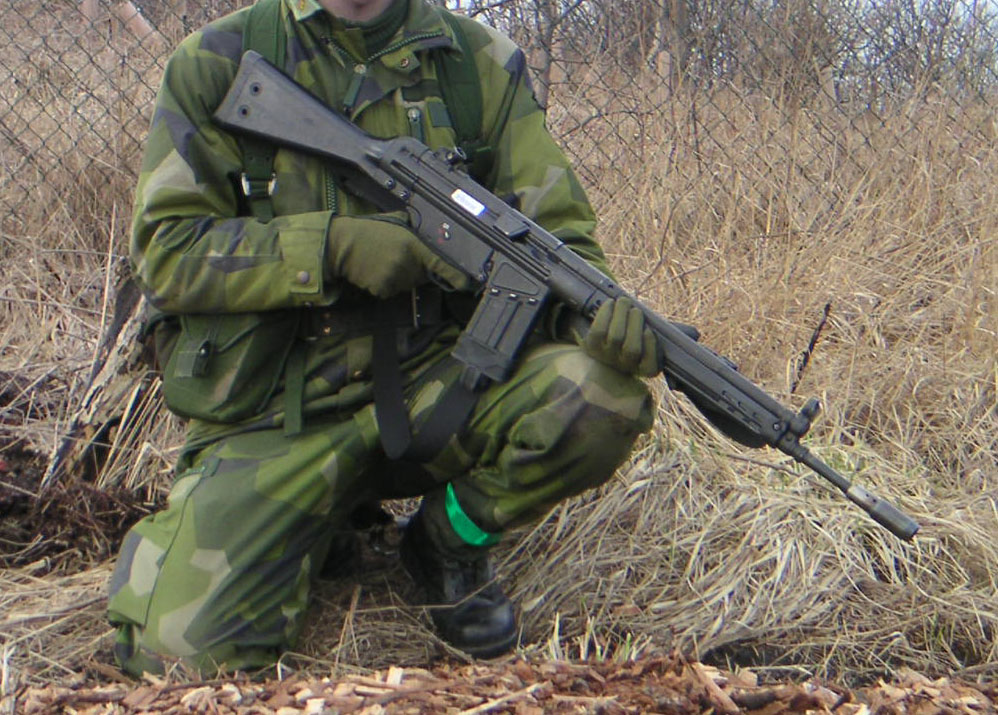
Ak4を持つスウェーデン軍兵士。
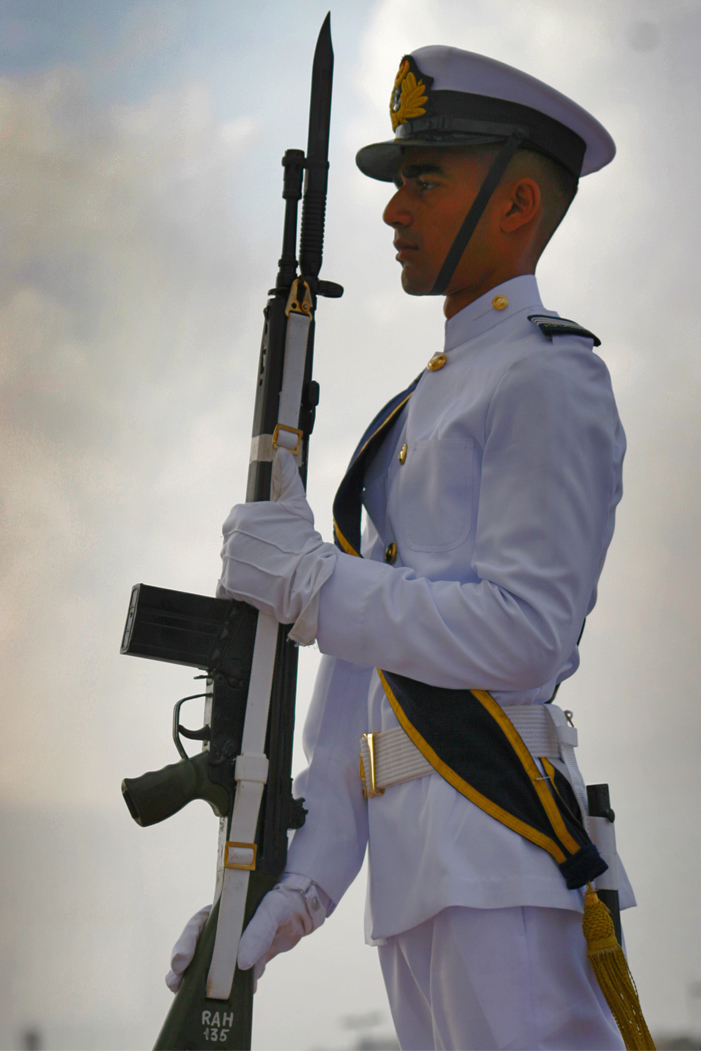
G3で着剣捧げ銃の敬礼を行うパキスタン海軍の儀仗兵。
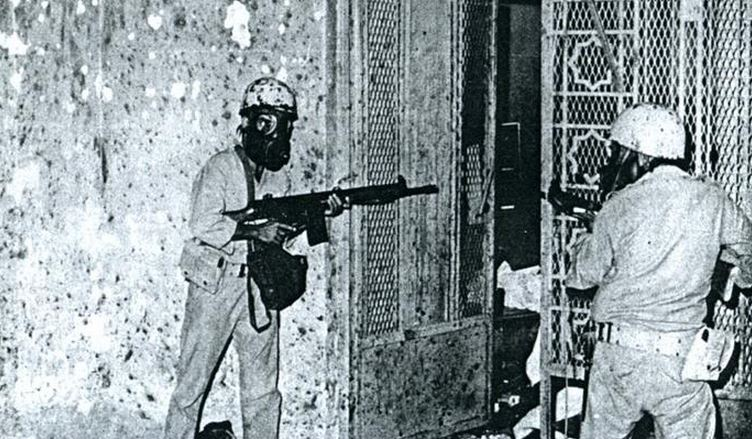
G3を装備したサウジアラビア軍兵士。画像はアル＝ハラム・モスク占拠事件発生時の様子。
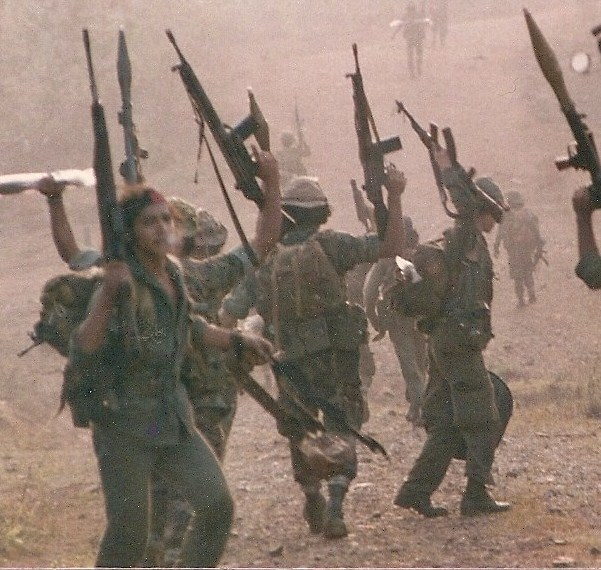
G3で武装したニカラグア民主軍兵士。

## 遊戯銃
東京マルイからG3A3（電動、エアコッキング共に製造終了）、G3A4（現在は製造終了）、HK51（第37回静岡ホビーショー限定商品。現在は製造終了）、G3SG/1、PSG-1、MC51のほか、架空の極短縮モデルである「G3 SAS」が発売されており、KSCからはHK33K、HK33A2、HK33A3、HK53、HK53A2 SFPDが発売されている。特記事項があるもの以外はすべて電動ガンであり、KSC製品はエアコッキングガンとしても使用可能。また、2018年にLCTエアソフトよりG3A3が販売された。
MP5シリーズの遊戯銃については、エアソフトガン#ブローバックガスガンを参照。

## 登場作品

### 映画
『コマンドー』
主人公のジョン・メイトリックス大佐が自宅の武器庫からA3を持ち出し、アリアス私兵の一員で組織に協力させるため交渉に来たディアズに突き付ける。最後は誘いを断ると同時に1発発砲して、頭部を至近距離から撃ち抜き射殺する。
『トゥルーライズ』
屋敷の警備員がジュネーヴでA4を使用。
『ヒート』
冒頭で強奪した無記名債権の買い戻し取引の際、ヴァン・ザントの手下が運転するピックアップトラックに対してクリス・シヘリスが二脚付きのHK91A2を使用。
『ブラックホーク・ダウン』
ソマリア民兵が木製ストックのA3を使用。
『プレデター2』
冒頭の銃撃戦で、ロサンジェルス市警のSWATとコロンビア系麻薬組織が使用。

### ドラマ
『CSI:マイアミ』
シーズン5の9話でホレイショが狙撃にH&K G3SG/1か、それに似せたカスタム銃を使用。
『S.A.S. 英国特殊部隊』
シーズン3「エネミー・ライン」で、SAS隊員が使用。
『高い城の男』
パラレルワールドの日独冷戦下におけるドイツ陣営の主装備として登場。ちなみに対立陣営である日本側の主装備は実史のG3とほぼ同世代の64式7.62mm小銃となっている。原作の小説版には登場しない。

### 漫画・アニメ
『うぽって!!』
じーすりがA3を使用（じーすり自身がA3の擬人化キャラでもある）。
『スプリガン』
主人公が使用。
『全日本妹選手権!!』
「たかしげ宙 in シスプリガン!![前編]」にて登場する。
『デビル17 放課後の凶戦士』
MC51が登場。
『ブラックマジック M-66』
OVA版にG3KA4が登場。
『ミスタークリス』
「クリス海洋都市ヴェネツィアへ!!」では繰巣陣が、「MEGA CITY PANIC」ではメガシティ警備員が、「南国の星に願いを」ではテロリスト集団が所持。
『ルシフェルの右手』
反政府ゲリラが所持。
『ワイルダネス』
アメリカ麻薬取締局捜査官のエノラ・コープランドによる、敵の持つ本銃の弱点であるインドアコンバットへの不適格性への対応、本銃を奪った後で行われる大威力を利用した壁越しの射撃などの描写が見どころであると評されている。
『ルパン三世VS名探偵コナン』
ミラ王女を狙う暗殺者が使用する。

### ゲーム
『Alliance of Valiant Arms』
初期支給武器で、永久型で支給される。装弾数は25発。
カスタムを施す事によりアサルトライフル中最大の威力を発揮するが、装弾数が20発に減少する。至近距離での制圧力は高いが、中距離以降での連射中の反動は凄まじい。さらに、射程数値の割には距離による威力減衰が激しく反動が強すぎるため、遠距離の戦闘は得意ではない。そのため近距離はともかく、慣れた人でないと中距離以降は使いこなすことは難しい。
『Battlefield Play4Free』
Assaultの初期武器としてA4が登場。
『九龍妖魔學園紀』
主人公の武器として使用可能。
『Far Cry 2』
A4が登場。耐久度があり、使用し続けるとジャムを起こしたり、暴発したりする。
『Fallout3』
セトメ モデルC型が登場。核戦争前に合衆国陸軍に配備されていた模様。5.56mm弾を使用する。
『OPERATION7』
A3・KA4・SG/1・MC51が登場。Lv16から購入できる。価格は18,960-29,460G。
『Operation Flashpoint: Cold War Crisis』
レジスタンス陣営で使用可能なアサルトライフルとしてA4が登場する。
『Project Reality（BF2）』
中東連合軍（MEC）の標準装備としてG3A3が登場。スコープはHensoldt Model 2・Zeiss Z-Pointから選択。兵科によってはアイアンサイトの選択も可能。グレネードランチャーはHK79を装着する。
また、同軍のマークスマンは狙撃銃仕様のG3 SG1を装備。
『エターナル・レボリューション MATERIAL3』
A3およびBA-63が登場する。大阪共和国の兵士並びに賊徒などが使用する。ゲーム終盤に、大阪共和国の特殊部隊が短縮モデルを使用している（判別できず）。
『カウンターストライク』
「D3」の名称でA3にスコープをつけたモデルが登場。
『コール オブ デューティシリーズ』
『CoD4』
A4が登場。
『CoD:MWII』
「Lachmann-762」の名称でバトルライフルカテゴリーとして登場。
『サイフォンフィルター』
KA4が「K3G4」の名称で登場する。
『バトルフィールドシリーズ』
『BF2』
突撃兵の装備としてA3が登場。
『BFBC2』
全兵科で使用可能な武器としてマルチプレイにA3が登場。
『BF3』
A3がキャンペーン、マルチに登場。
『メダル・オブ・オナー』
スコープ付きのA3が狙撃銃として登場。セミオートオンリー。
『メタルギアソリッド4』
Act2で南米の反乱兵がA3を使用している。価格は4,000で、ドレビンショップから購入が可能。AUTOAIMの有効範囲以外の能力は全て良好だが、オプションパーツが付けられない。
『レインボーシックス』
シリーズによく登場する。
『ドールズフロントライン』
星2戦術人形として、「Gr G3」という名前で登場。

### その他
1960-70年代のビルマ政府発行のビルマ式社会主義を宣伝するチラシやパンフレットなど
G3のビルマにおけるライセンス品であるBAシリーズを装備した国軍兵士が、農民・工場労働者と共にイラストに頻繁に描かれていた。当時、ビルマにおいてはこの三者が国家体制を支える根源と象徴されていた。